# Омурайсу
Омлет із рисом (яп. オムライス, скорочено від омурецу «омлет» + райсу «рис») — страва сучасної японської кухні. Місцева адаптація європейського омлету. Страву поливають соусом, часто кетчупом або соусом деміглас. Рис подається вареним, білим, або у вигляді плова із м'ясом, овочами.

## Варіанти
Зазвичай омурайсу складається з чікін-райсу, тобто рису, смаженого на сковороді з кетчупом і курчам, загорнутого в омлет. Замість м'яса курчати можуть використовуватися інші види м'яса, підсмажені хотдоги та SPAM. У рис можуть додаватися різні овочі, яловичий бульйон, деміглас, кетчуп, білий соус, сіль, перець.
Іноді рис замінюється на локшину якісоба, тоді страва називається омусоба. На Окінаві готують омутако — варіант із тако рисом.

## Галерея

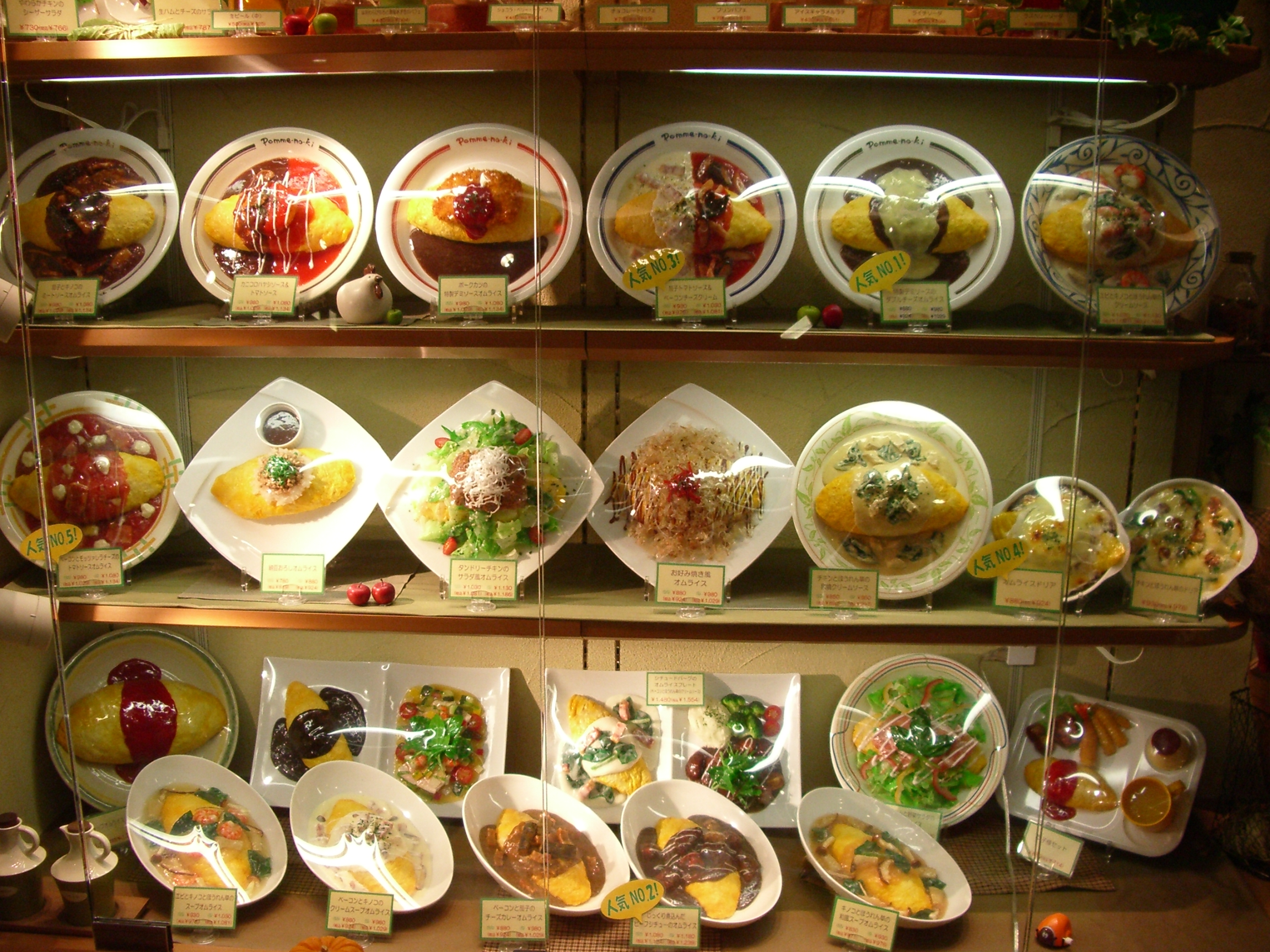
Різні варіанти омурайсу
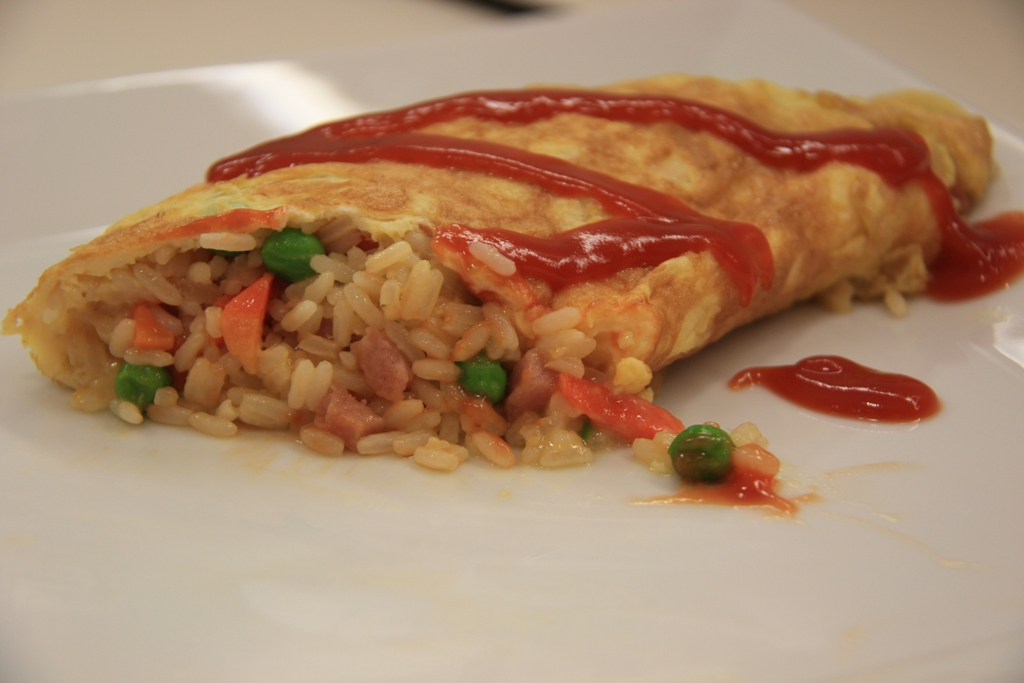
Страва зсередини
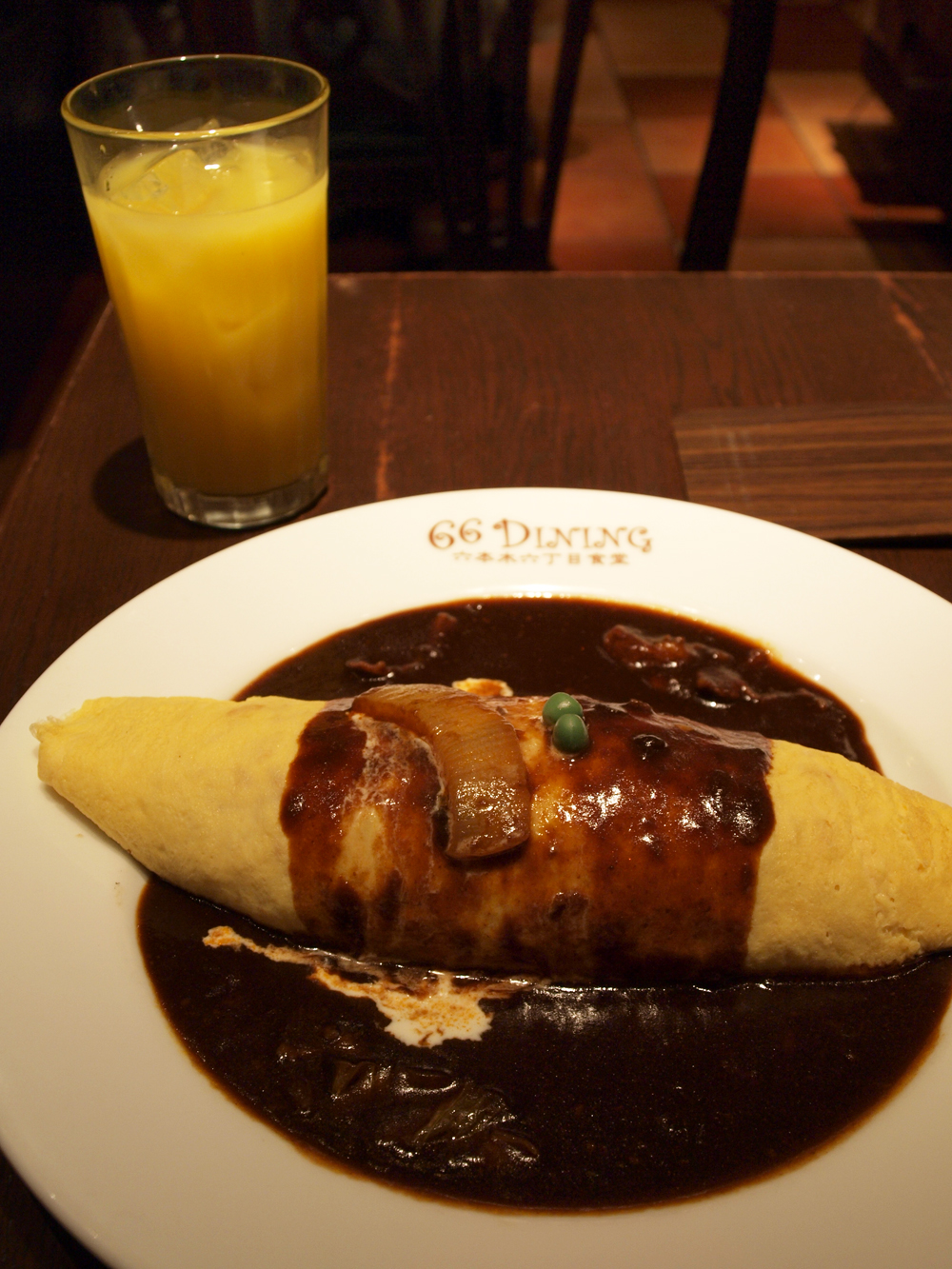
Омурайсу з соусом деміглас.
- Відео демонструє начинку з рису